# Țoci
Țoci – wieś w Rumunii, w okręgu Alba, w gminie Sohodol. W 2011 roku pozostawała niezamieszkana.